# عبدالعظیم خزائی
عبدالعظیم خزائی (زاده ۱۳۳۱ بندر ماهشهر) سیاست‌مدار ایرانی است، که در دوره سوم مجلس شورای اسلامی به‌عنوان نماینده حوزهٔ انتخابیهٔ ماهشهر، از استان خوزستان در مجلس شورای اسلامی حضور داشت.